# Rio Fişer
O Rio Fişer é um rio da Romênia, afluente do Valea Mare, localizado no distrito de Braşov.